# Алрой, Давид

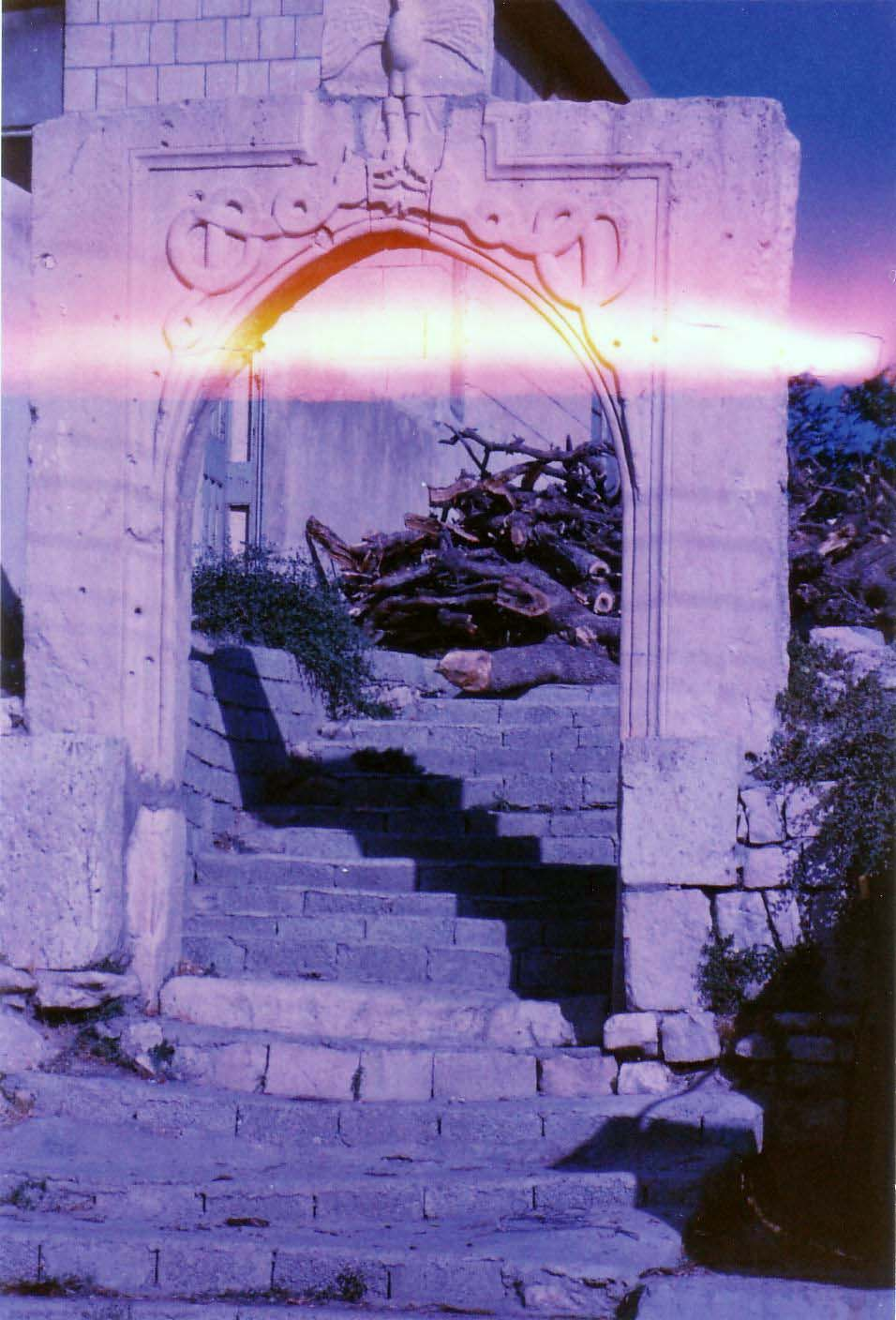
Ворота города Амадия

Давид Алрой (настоящее имя Меннахем бен-Шломо Ал-Руйи, ивр. מנחם בן שלמה אלרואי или מנחם בן שלמה אלרוג‎) — еврейский лидер из Курдистана XII века, глава восставших евреев, объявивший себя мессией.
Основные свидетельства о нём принадлежат Вениамину Тудельскому, который утверждает, что движение Алроя произошло за 10 лет до его поездки на Ближний Восток, то есть около 1160 года, и другому современнику событий — арабскому писателю из принявших ислам евреев Самуэлю ибн Аббасу. Несмотря на такую близость во времени, уже сведения Вениамина носят в значительной степени легендарный характер, и отличить достоверные сведения его биографии от мифов не представляется возможным.

## Биография
Родился в городе Эль-Амадия (араб. العمادية‎) — провинция Дахук в современном Иракском Курдистане. Он был красив и начитан, получил великолепное образование, окончил еврейскую академию в Багдаде во время правления эксиларха Хасдая, был специалистом по Торе, Талмуду, великолепно знал ислам и Коран. Очевидно, он изучал каббалу и считается, что владел магией.
Время жизни Алроя было временем брожения среди евреев, вызванного общей нестабильностью на Ближнем Востоке: Первым и Вторым Крестовыми походами, распадом империи Великих Сельджукидов. Всякое брожение среди евреев неизбежно принимало форму ожидания Мессии, который освободит Иерусалим и восстановит Израильское царство. Как минимум с 1121 г. в Дагестане началось движение горских евреев, которое возглавлял отец Алроя, Шломо, утверждавший, что является пророком Илией.
По некоторым сведениям в начале движения Алрой выступал союзником атабека Мосула Имадеддина Занги, когда тот воевал с крестоносцами, а после его смерти обосновался в Амадии, правитель которой, Сейф ад-Дин, был привлечён его умом и учёностью и любил беседовать с Алроем.

### Восстание
Алрой был провозглашён мессией, заявив по всем окрестным странам, что «пришло время, когда Всемогущий соберёт весь народ Свой Израиль изо всех стран мира в святой город Иерусалим».
По-видимому, Алрой надеялся захватить Амадию и собрать там еврейскую армию, которая затем должна была двинуться на Иерусалим. Алрой обратился ко всем еврейским общинам халифата с воззваниями. В помощь он призвал некоторые мусульманские группы, евреи должны были тайно съезжаться в Амадию, якобы для изучения Торы, но имея под одеждой оружие; ударной силой восстания должны были стать воинственные еврейские племена из азербайджанских гор Хафтана.
При этом Алрой демонстрировал чудеса магии, привлекая новых сторонников. По легендарному рассказу Вениамина Тудельского, персидский (сельджукский) султан Муктафи, узнав о движении, пригласил Давида Алроя, спросив, он ли царь иудейский. Давид ответил, что он действительно царь, и султан сослал его в тюрьму в Табаристане, сказав при этом, что если он — действительно Мессия, то найдёт способ освободиться. Через 3 дня султан созвал совет для обсуждения еврейского восстания, на который неожиданно пришёл сам Алрой, освободившийся с помощью магии. Султан приказал слугам схватить его, но слуги отвечали, что слышат его голос, но никого не видят. Слуги стали преследовать его, но не смогли поймать, Алрой побежал к реке, снял мантию и переплыл реку, а охранники султана, взяв лодку, и даже стреляя в него, ничего не смогли поделать. Через десять дней он снова вернулся в Амадию.
Тогда султан издал указ, что истребит всех евреев, если Алрой не будет выдан, обратившись к еврейским лидерам. Руководители еврейской общины в Мосуле, Заккой и Иосиф Барихан Алфалах, пытались увещевать Алроя, но без успеха. Правитель Амадии, Сейф ад-Дин, заплатил тестю Алроя 10 тысяч золотых монет, чтобы тот убил зятя во время сна. Алрой был убит, и восстание прекратилось.

## Память
В Азербайджане в течение длительного времени после разгрома движения Алрои существовала еврейская секта «менахемитов» — последователей Алрои, продолжавших верить в его мессианское предназначение.
До сих пор очень почитается курдскими евреями.
На Западе Алрой стал широко известен благодаря историческому роману Бенджамина Дизраэли «Удивительная история об Алрое» (1833). Привычное для Запада имя Алрой возникло благодаря транскрипции с арабского, которую избрал Дизраэли.